# Рівенділ
Рівенділ, також Рівенделл, Рівендел (з англ. «розколота долина») (англ. Rivendell) — місце перебування ельфів, відоме як «дім Ельронда» за сюжетом трилогії Дж. Р. Р. Толкіна «Гобіт», «Володар Перснів» та Сильмариліон. 
Це місце розташоване в долині біля західного підніжжя Імлистих гір (які в синдарині мають назву Імладріс) і залишалося прихованим завдяки персню Ельронда — Вільє — аж до закінчення Війни Персня. Рівенділ показано в анімаційних фільмах Ральфа Бакши «Володар Перснів» (1978), Артура Ранкін мл. і Жуля Босса (Гобіт, Повернення короля) також у фільмах Пітера Джексона «Володар перснів» i «Хоббіт». Прообразом долини Рівенділ для Толкіна стала долина Лаутербруннен в Швейцарії.

## Історія

### Друга Ера
Рівенділ був заснований 1697 року Другої Ери Ельрондом і групою ельфів, що вижили після падіння Ереґіону, тому більшість жителів дому Ельронда були ельдарами. Два роки по тому, решта Еріадору була атакована Сауроном, Рівенділ утримував облогу до 1701 року, коли армія вислана Тар-Мінастіром відбила західну частину Середзем'я.
Тоді у Рівенделі відбулась нарада, в якій взяли участь, серед інших, Ґіл-Ґалад, Ґаладріель та Ельронд. Учасники зустрічі погодилися, що Імладріс залишиться твердинею ельфів у східному Еріадорі. Ґіль-Ґалад дав Ельронду Вілью, один з трьох перснів влади, які належали ельфам, яке Ельронд застосовував для забезпечення безпеки своєму дому та збереження своєї краси.

Єдиний Перстень

3431 року Другої Епохи в рамках Останнього Союзу Ґіль-Ґалад і Еленділ зібрали в Рівенделі свої армії. Звідти через три роки вирушили на війну в напрямку Мордору, щоб знищити сили Саурона.

### Третя Ера
На зворотному шляху до Еріадора Ісілдур загинув у битві при Ірисній Низині, з ним загинули три його старші сини. Наймолодший — Валанділ — був із матір'ю в Рівенделі, де 3 року Третьої Епохи отримав звістку про смерть батька й братів.
Рівенділ у черговий раз перебував під облогою наприкінці XIV або на початку XV століття Третьої Епохи. У 1409 році, коли центр війни був у Кардолані, Рівенділ і Лотлорієн вислали війська для підтримки Тирн Горхарду.
Після смерті Арведуї й падіння Артедайну королівська династія вижила. Онук Арведуї, Архаел, виріс у Рівенделі, як дві тисячі років раніше його предок, Валанділ.
Відтоді було заведено, що сини вождів дунеданів проводили своє дитинство в Рівенделі. Там виріс і Араґорн II, після 20-річного віку він отримав кільце Барахіра і залишки Ніларса, зустрів Арвен і подався в подорож по всьому континенту Середзем'я.
2851 року Третьої Ери Рівенділ був місцем Білої Ради, де Ґандальф переконав інших членів Ради здійснити напад на Дол-Ґулдур. 3018 року Глорфіндель привіз до Рівенделу Фродо Беґінса, що ніс Єдиний Перстень. П'ять днів потому відбулася рада за участі незалежних послів вільних народів (усіх вільних народів Середзем'я), на якій було ухвалено рішення знищити Єдиний Перстень. Тоді Ельронд створив Братство персня.
У День Середини 3019 року, в Мінас Тіріті, Араґорн одружився з Арвен і Ельронд віддав королю останній предмет спадщини королів Дунедайн, що зберігався більше тисячі років у Рівенделі — скіпетр Аннумінаса. Після цієї події більшість членів Братства повернулись у рідні краї. На зворотному шляху до Ширу, перед остаточним поверненням додому, Фродо, Ґандальф та інші гобіти на деякий час зупинились у Рівенделі.

### Четверта Ера
Після завершення Війни Персня, Ельронд вирішив залишити Середзем'я й піти в Елдамар. З ним пішла й більшість мешканців його дому.

## Характеристика
У «Гобіті» та «Володарі Перснів» Рівенділ описано як дружнє й безпечне місце. Більбо Беґінс назвав Рівенділ ідеальним місцем де можна їсти, спати, слухати розповіді, співати та віддатись роздумам, а проживання в Рівенделі зцілювало втому, тривогу та печаль. Можливо, частково це відбувалось через Вілью, перстень Ельронда. Імовірно, завдячуючи його силі, влодар Рівенделу міг керувати погодою в долині, а також, до якоїсь міри, сповільнювати хід часу.
За словами Ґандальфа в камінному залі можна було почути «багато пісень та оповідань», які створювали мрійливий настрій. Відомо, що там Більбо представив свою поему про Еаренділа, батька Ельронда. У листі до Мілтона Вальдмана, Толкін описує Рівенділ як «свого роду зачароване святилище» що символізує знання, місце, яке зберігало традиції. Також надає інформацію про те, що ельфи Рівендела керуючись бажанням зберегти «мир, щастя і прекрасні спогади», водночас зберігаючи престижне становище (у порівнянні з людьми й гномами) зациклились на думках про зникнення, їх оповив сум.

## Географічне розташування
Рівенделл був розташований на схід від околиць Еріадору, в глибокій долині з крутими схилами біля підніжжя Імлистих Гір. Долина була заросла буками, дубами та соснами.
До дому Елронда вів лише вузький камінний міст, над вузькою ущелиною ріки Бруїни. З іншого боку моста була крута стежка, що вела до [уточнити], порослого вересом. Будинок Елронда був оточений садами, його тераси були величезними та звернені до річки. На сході розташовувався перевал через Імлисті гори, відомий під назвою Сходи Дімрілла.
Поруч із Рівенделлом не було людських поселень. Найближчим було Брі, що на заході, на відстані тижня дороги по Тракту.
Клімат Рівендела помірно-континентальний та прохолодний, тепле літо, сніжна та не холодна зима. Сезони виражені сильніше, ніж у західних районах, таких як Шир, але менш екстремальні, ніж у місцях на схід від Імлистих гір. Як і Гобітон, Рівенделл розташований приблизно на 52 градусах с. ш. — це посилання Толкіна на місто Оксфорд, в якому він жив і працював[джерело?].
1. ↑  https://tolkiengateway.net/wiki/Rivendell
2. ↑  Tolkien J. R. R. The Lord of the Rings — United Kingdom: George Allen & Unwin Limited, 1954.
3. ↑  Tolkien, J. R. R. (1981). Carpenter, Humphrey (ред.). The letters of J. R. R. Tolkien. Boston: Houghton Mifflin. ISBN 978-0-395-31555-2.